# Smallville (telessérie)
Smallville é uma série de televisão americana criada por Alfred Gough e Miles Millar, exibida pela The WB (posteriormente The CW) entre 16 de outubro de 2001 e 13 de maio de 2011, com um total de 10 temporadas e 217 episódios. É baseada no personagem Superman da DC Comics, criado por Jerry Siegel e Joe Shuster.
A série conta a trajetória de Clark Kent (Tom Welling), que reside na cidade fictícia de Smallville, Kansas (Pequenopólis, na dublagem brasileira), durante os anos antes dele se tornar o super-herói conhecido como "Superman". A ideia central da série é mostrar como seria a vida do homem de aço e toda a sua trajetória se a sua nave tivesse caído na Terra nos tempos atuais, mesclando a modernidade do século XXI com elementos e valores antigos. Após a quinta temporada, a série se foca em um Clark já adulto e sua carreira no Planeta Diário em Metrópolis. Em Smallville, muitas coisas referentes ao universo Superman e DC são explorados, e vários heróis e vilões conhecidos do universo das histórias em quadrinhos tiveram sua versão na série.
O episódio piloto registrou um total de aproximadamente 8,4 milhões de telespectadores. Ao longo de dez temporadas, a média foi de cerca de 4,34 milhões de telespectadores por episódio, com a segunda temporada tendo a média das classificações mais elevadas, em 6,3 milhões. Até o final de sua temporada, Smallville tinha ultrapassado Stargate SG-1 para se tornar a série de ficção científica norte-americana de mais longa duração (Lugar que agora pertence a série Supernatural, também da Warner) e também a mais longa série baseada em história em quadrinhos na história da televisão.
Depois de 10 temporadas no ar, Tom Welling e Allison Mack foram os únicos atores remanescente no elenco regular desde a primeira temporada. Tom também trabalhava como diretor eventualmente em alguns episódios. Algo que nunca mudou ao longo desses anos foi a música-tema do seriado, "Save Me", da banda Remy Zero. A trilha sonora da série foi lançada em duas coletâneas oficiais: Smallville Vol 1: The Talon Mix, lançado no ano de 2003, e Smallville Vol 2: Metrópolis Mix, lançado em 2005.
Welling e Durance reprisaram seus papéis como Clark Kent e Lois Lane no crossover de 2019 no Arrowverso, "Crisis on Infinite Earths", que estabeleceu Smallville como uma das terras paralelas da franquia Arrowverso.
No Brasil, a série foi transmitida pelo canal a cabo Warner Channel e pela rede de televisão aberta SBT, que já exibiu as dez temporadas da série. Em Portugal, pelo canal a cabo FOX:Next e pela televisão aberta RTP2. Era exibida no horário do meio-dia, pelo SBT, chegando a ser exibida às madrugadas. Depois foi substituída por Kyle XY.

## Resumo
O elenco regular é introduzido na primeira temporada. As histórias incluía um vilão decorrente da exposição de um poder de kryptonita. Os vilões de um episódio foram um enredo desenvolvido por Gough e Millar. A primeira temporada tratou-se principalmente de Clark tentando entrar em acordo com sua origem alienígena, e a revelação de que sua chegada na Terra estava conectada com à morte dos pais de Lana Lang. Após a primeira temporada, a série passou a utilizadar menos os vilões da semana em seus episódios, se concentrando mais em arcos de história que afetavam cada personagem e explorando as origens de Clark.  Os principais arcos apresentados durante a segunda e terceira temporada incluem a descoberta de Clark sobre sua herança kryptoniana e o passado dos Luthors, respectivamente.  A voz desencarnada do pai biológico de Clark, Jor-El, também é introduzida na série. Ele se comunica com Clark através de sua espaçonave, preparando um cenário para tramas envolvendo o cumprimento do destino terrestre de Clark.  Na quarta temporada, o arco gira em torno das três pedras do conhecimento, que contêm o conhecimento do universo e formam a Fortaleza da Solidão. Essa temporada marca a presença de Lois Lane na série, e o descobrimento do segredo de Clark por Chloe Sullivan.  Em outro arco que compreende a quinta temporada, Clark enfrenta Brainiac em suas tentativas de libertar o criminoso kryptoniano General Zod. 
Na sexta temporada, Clark deve capturar ou destruir os criminosos que escaparam da Zona Fantasma.  A prima biológica de Clark, Kara, é introduzida na sétima temporada,  e Lex Luthor finalmente descobre o segredo de Clark.  A oitava temporada apresenta histórias que envolvem a introdução de Davis Bloome, que é a interpretação Smallville de Doomsday (Apocalypse, na versão brasileira), e uma mulher chamada Tess Mercer substitui Lex Luthor, que saiu da série. O personagem Oliver Queen, o Arqueiro Verde, entra como personagem regular, tendo aparecido anteriormente como recorrente na sexta temporada e feito uma participação especial na sétima.  Na nona temporada, Major Zod, juntamente com outros membros do grupo militar de Zod, são revividos por Tess Mercer, embora sem os seus poderes kryptonianos.  Seus esforços para recuperar os seus poderes tornam-se o conflito central do arco da temporada. A décima e última temporada gira em torno das tentativas de Clark para se livrar de suas dúvidas e medos, ao mesmo tempo que precisa deter a vinda de Darkseid ao mundo, para finalmente se tornar o herói que está destinado a ser.

## Elenco, personagens e dublagem

### Elenco Regular
| Legenda | Legenda | Legenda | Legenda    | Legenda | Legenda   |
| ------- | ------- | ------- | ---------- | ------- | --------- |
| P       | Regular | R       | Recorrente | C       | Convidado |

| Ator/Atriz        | Personagem      | Temporada | Temporada | Temporada | Temporada | Temporada | Temporada | Temporada | Temporada | Temporada | Temporada | Dublador(a)       |
| Ator/Atriz        | Personagem      | 1ª        | 2ª        | 3ª        | 4ª        | 5ª        | 6ª        | 7ª        | 8ª        | 9ª        | 10ª       | Dublador(a)       |
| ----------------- | --------------- | --------- | --------- | --------- | --------- | --------- | --------- | --------- | --------- | --------- | --------- | ----------------- |
| Tom Welling       | Clark Kent      | P         | P         | P         | P         | P         | P         | P         | P         | P         | P         | Peterson Adriano  |
| Allison Mack      | Chloe Sullivan  | P         | P         | P         | P         | P         | P         | P         | P         | P         | P         | Flávia Saddy      |
| Kristin Kreuk     | Lana Lang       | P         | P         | P         | P         | P         | P         | P         | R         | —         | —         | Fernanda Crispim  |
| Michael Rosenbaum | Lex Luthor      | P         | P         | P         | P         | P         | P         | P         | —         | —         | C         | Jorge Lucas       |
| Eric Johnson      | Whitney Fordman | P         | C         | —         | C         | —         | —         | —         | —         | —         | —         | Marcelo Garcia    |
| Sam Jones III     | Pete Ross       | P         | P         | P         | —         | —         | —         | C         |           |           |           | Gustavo Nader     |
| Annette O'Toole   | Martha Kent     |           |           |           |           |           |           | —         | —         | C         | C         | Teresa Cristina   |
| John Schneider    | Jonathan Kent   | P         | P         | P         | P         | P         | —         | —         | —         | —         | R         | Ricardo Schnetzer |
| John Glover       | Lionel Luthor   | R         | P         | P         | P         | P         | P         | P         | —         | —         | R         | Carlos Seidl      |
| Jensen Ackles     | Jason Teague    | —         | —         | —         | P         | —         | —         | —         | —         | —         | —         | Reginaldo Primo   |
| Erica Durance     | Lois Lane       | —         | —         | —         | R         | P         | P         | P         | P         | P         | P         | Sylvia Salustti   |
| Aaron Ashmore     | Jimmy Olsen     | —         | —         | —         | —         | —         | R         | P         | P         | —         | C         | José Leonardo     |
| Laura Vandervoort | Kara Kent       | —         | —         | —         | —         | —         | —         | P         | C         | —         | C         | Flávia Fontenelle |
| Cassidy Freeman   | Tess Mercer     | —         | —         | —         | —         | —         | —         | —         | P         | P         | P         | Izabel Lira       |
| Sam Witwer        | Davis Bloome    | —         | —         | —         | —         | —         | —         | —         | P         | —         | —         | Reginaldo Primo   |
| Justin Hartley    | Oliver Queen    | —         | —         | —         | —         | —         | R         | C         | P         | P         | P         | Philippe Maia     |
| Callum Blue       | Zod             | —         | —         | —         | —         | —         | —         | —         | —         | P         | C         | Alexandre Moreno  |

### Dublagem brasileira
Estúdio: Wan Macher
Direção: Sheila Dorfman
Mídia: TV aberta (SBT) / TV paga (Warner Channel / MTV Brasil) / DVD (2ª-10ª temporadas) / Blu-ray (9ª-10ª temporadas)

## Produção

### Desenvolvimento
|                                                                          |  |  |
| Alfred Gough (esquerda) e Miles Millar (direita), os criadores da série. |  |  |

Originalmente, Tollin / Robbins Produções queria produzir uma série que retratasse a juventude de Bruce Wayne, o milionário que assume a identidade do herói Batman, após a morte de seus pais. Nessa mesma época, a Warner Bros. Pictures decidiu desenvolver um filme de origem para Batman. Temendo que as duas produções pudessem competir entre si, o estúdio não autorizou o uso do personagem e sua história. Em 2000, a produtora decidiu focar suas atenções para outro personagem, e se concentraram no desenvolvimento para um série que retratasse a adolescência do Superman. O personagem já tinha estrelado três produções de seriado de TV. A primeira foi Adventures of Superman, estrelada por George Reeves entre 1952 e 1958, a segunda foi Superboy produzida entre 1988 e 1992, com John Newton, que foi substituído por Gerard Christopher em 1989, e a terceira foi Lois & Clark: The New Adventures of Superman, entre 1993 e 1997, que lançou as carreiras de Dean Cain e Teri Hatcher. Para desenvolver o projeto, a Tollin/Robins, em parceria com a Warner Bros. Television, contratou a dupla de roteiristas Alfred Gough e Miles Millar, que decidiu explorar a história na vida pessoal de Clark Kent, antes de se tornar o Superman, passando como um adolescente que passa pelo processo emocional e psicológico de se tornar um adulto, tendo como carga extra a informação de que nasceu em outro planeta e é dotado de superpoderes.
Assim, sob a tutela de Gough e Millar, Smallville foi criado como uma mistura de histórias em quadrinhos com Dawson's Creek e Buffy the Vampire Slayer. A série foi oferecida aos canais Fox e The WB, e este último venceu, com um compromisso de 13 episódios para sua primeira temporada. O piloto estreou em outubro de 2001, apresentando para 8 milhões de espectadores um Clark Kent de 15 anos, tão inseguro quanto invulnerável, em busca de seu lugar no mundo, e sem "voo" e "colantes".

### Filmagens

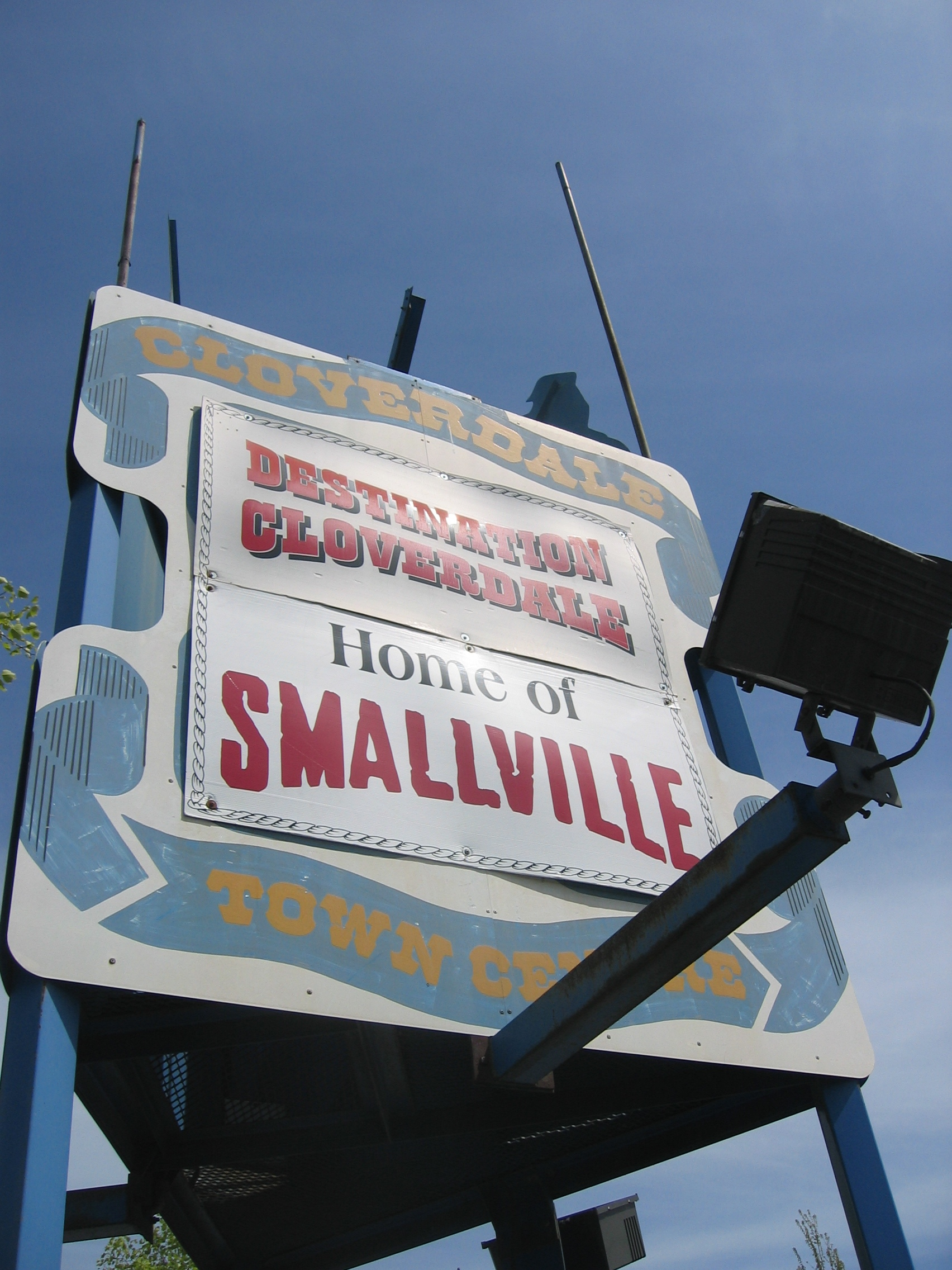
Placa na cidade de Cloverdale, onde é gravada a série.

A série foi filmada no Canadá, na cidade de Cloverdale. Algumas cenas eram filmadas em Vancouver, existe várias locações na região, inclusive a Fazenda Kent. A fazenda fica quase na divisa com os EUA. As coordenadas geográficas da fazenda +49° 1’ 0.09”, -122° 32’ 18.67”. Na cidade de Cloverdale, fica o Talon e um antigo cinema que se chama Clova Cinema que fica na Street, 176 em Victoria, BC, Canadá.
Próximo a Vancouver, fica o Hatley Castle onde é filmado a residência dos Luthor, já em Vancouver fica o Vancouver Technical School, que é o verdadeiro nome do Smallville High School onde Clark e seus amigos estudavam, o colégio fica na E Broadway 2600, o prédio onde é filmado a LuthorCorp é a Vancouver Public Library que fica na Robson Street, 345, marine Building é o prédio que eles usam para filmar algumas imagens do Planeta Diário.

## Prêmios
Ao longo de suas dez temporadas, Smallville ganhou inúmeros prêmios, que se variam de Emmys para Teen Choice Awards. Em 2002, a série ganhou um Emmy por Excelente Edição de Som para uma Série.  Quatro anos mais tarde, a série foi premiada com um Emmy por Excelente Edição de uma Série para a sua quinta temporada no episódio "Arrival".  Em 2008, Smallville voltou a vencer o Emmy por Excelente Edição de Som para a sua sétima temporada no episódio "Bizarro". 
Smallville foi premiado no Leo Awards em várias ocasiões. A artista cosmética Natalie Cosco foi concedida com o prêmio de Melhor Maquiagem duas vezes, uma por seu trabalho no episódio "Scare" da quarta temporada,  e novamente por seu trabalho nos episódios "Hydro" e "Wither" ambos da sexta temporada.  No Leo Awards de 2006, Barry Donlevy levou para casa o prêmio de Melhor Cinematografia em uma Série Dramática pelo seu trabalho no episódio "Spirit" da quarta temporada, enquanto David Wilson ganhou o prêmio de Melhor Desenho de Produção em uma Série Dramática para o episódio "Sacred".  A sexta temporada de Smallville ganhou o Leo Awards de Melhor Série Dramática. James Marshall ganhou o prêmio de Melhor Diretor pelo episódio "Zod", Caronline Cranstoun ganhou o prêmio de Melhor Figurino por seu trabalho no episódio "Arrow", e James Philpott ganhou o prêmio de Melhor Desenho de Produção pelo episódio "Justice". Em 2008 Smallville ganhou o Leo Awards de Melhor Série Dramática e Melhor Fotografia.  A equipe de efeitos visuais foram reconhecidos pelo trabalho no episódio piloto ganhando prêmio de Melhores Efeitos Visuais em 2002.  Eles foram posteriormente reconhecidos pela Sociedade de Efeitos Visuais recebendo um prêmio em 2004 para Excelente Composição em um programa de televisão, Vídeo, Música, ou comercial, pelo trabalho que fez para o episódio "Accelerate" da segunda temporada. Nesse mesmo ano, eles ganharam o prêmio de Excelente Pintura em um programa de televisão, Vídeo, Música ou Comercial para o episódio "Insurgence" da segunda temporada. 
Em 2002, a Sociedade Americana de Compositores, Autores e Editores honraram o compositor Mark Snow e a banda Remy Zero, que fornecem o tema de abertura "Save Me", por suas contribuições para a série. O prêmio é concedido a pessoas que escreveram o tema ou sublinhado para a série de televisão mais alto avaliado durante 01 de janeiro a 31 de dezembro de 2001 para a sua rede  A American Society of Cinematographers deu a Davi Moxness um prêmio para o seu trabalho feito no episódio "Arrow" da sexta temporada, e no ano seguinte eles concederam a Glen Winter o mesmo prêmio por seu trabalho no episódio "Noir".  Os membros do elenco regular ganharam prêmios por suas representações por suas atuações na série. Em 2001, Michael Rosenbaum ganhou um Prêmio Saturno de Melhor Ator Coadjuvante  Tom Welling ganhou um Teen Choice Award para Melhor Estrela Masculina,  enquanto Allison Mack foi premiada como Melhor Amiga Íntima em 2006  Mack ganhou o prêmio, pelo segundo ano consecutivo, quando ela recebeu o prêmio em 2007 no Teen Choice Awards.  No Teen Choice Awards de 2009, Tom Welling recebeu o prêmio de Melhor Ator em uma série de Ação e Aventura. 

### Canais de transmissão
- Estados Unidos - Transmitida pela The WB (2001-2006) e The CW (2006-2011).
- Brasil - Transmitida pela Warner Channel (2002-2014), SBT (2002-2011, 2013-2014), MTV (Brasil) (2014-2015), Globoplay (2019) e Prime Vídeo (2018-)

## Audiência
A tabela a seguir mostra os números representados na audiência nos EUA.
| Temporada          | Dia/Horário        | Emissora | Estreia                | Estreia                        | Término            | Término                        | Ranking | Audiência (Em Milhões) |
| Temporada          | Dia/Horário        | Emissora | Data                   | Estreia Audiência (Em Milhões) | Data               | Término Audiência (Em Milhões) | Ranking | Audiência (Em Milhões) |
| ------------------ | ------------------ | -------- | ---------------------- | ------------------------------ | ------------------ | ------------------------------ | ------- | ---------------------- |
| Primeira Temporada | Terça-feira 21:30  | The WB   | 16 de Outubro de 2001  | 8.40                           | 21 de Maio de 2002 | 8.50                           | #115    | 5.90                   |
| Segunda Temporada  | Terça-feira 21:30  | The WB   | 24 de Outubro de 2002  | 8.70                           | 20 de Maio de 2003 | 9.12                           | #113    | 6.30                   |
| Terceira Temporada | Quarta-feira 20:00 | The WB   | 1 de Outubro de 2003   | 6.80                           | 19 de Maio de 2004 | 5.92                           | #141    | 4.96                   |
| Quarta Temporada   | Quarta-feira 20:00 | The WB   | 22 de Setembro de 2004 | 6.07                           | 18 de Maio de 2005 | 5.47                           | #124    | 4.40                   |
| Quinta Temporada   | Quinta-feira 20:00 | The WB   | 29 de Setembro de 2005 | 5.90                           | 11 de Maio de 2006 | 4.85                           | #117    | 4.70                   |
| Sexta Temporada    | Quinta-feira 20:00 | The CW   | 28 de Setembro de 2006 | 4.96                           | 17 de Maio de 2007 | 4.14                           | #125    | 4.10                   |
| Sétima Temporada   | Quinta-feira 20:00 | The CW   | 27 de Setembro de 2007 | 5.18                           | 15 de Maio de 2008 | 3.85                           | #175    | 3.77                   |
| Oitava Temporada   | Quinta-feira 20:00 | The CW   | 18 de Setembro de 2008 | 4.34                           | 14 de Maio de 2009 | 3.13                           | #152    | 3.74                   |
| Nona Temporada     | Sexta-feira 20:00  | The CW   | 25 de Setembro de 2009 | 2.58                           | 14 de Maio de 2010 | 2.45                           | #129    | 2.38                   |
| Décima Temporada   | Sexta-feira 20:00  | The CW   | 24 Setembro de 2010    | 2.98                           | 13 de Maio de 2011 | 3.02                           | #131    | 3.19                   |

## Outras mídias
Smallville tem gerado uma grande variedade de mídia adicionais e spin-offs, a partir de livros e revistas em quadrinhos. A série também serviu como influência para uma outra série de televisão, a série britânica Merlin. 

### Literatura
Houve duas séries de romance publicados desde que a segunda temporada da série começou a ser exibida. Uma série de oito romances para jovens e adultos foram publicados pela "Aspect Publishing" entre outubro de 2002 e março de 2004. Uma segunda série de dez romances para jovens e adultos foram publicados pela Little, Brown and Company, entre outubro de 2002 e abril de 2004. Além disso, uma série de revistas em quadrinhos foram publicadas, o que muitas vezes eram ligados diretamente com os eventos da série de televisão.
Três romances foram lançados em 01 de outubro de 2002, um pela Aspect e dois pela Little, Brown Young Readers. O romance lançado pela Aspect, Smallville: Strange Visitors,, foi escrito por Roger Stern e apresenta Clark e seus amigos tentando descobrir a verdade sobre dois vigaristas religiosos que se estabeleceram em Smallville, e estão usando kryptonita em seus seminários espirituais para roubar o povo.  O primeiro, publicado pela Little, Brown Young Readers, foi Arrival, que narra os acontecimentos do piloto da série sendo escrito pelo autor Michael Teitelbaum.  O segundo livro, See No Evil, foi escrito por Cherie Bennett e Gottesfeld Jeff, que também escreveram vários episódios da série. See No Evil apresenta Dawn Mills, uma jovem atriz que quer participar da Juilliard. Dawn tem a capacidade de se tornar invisível, e depois de testemunhar a todos falar negativamente pela suas costas, ela decide se vingar. Quando Clark descobre o que Dawn vem fazendo, ele coloca um fim nisso.  See No Evil foi uma das histórias originais descritas para o episódio "Shimmer" da primeira temporada. 

Capa do livro Smallville: Dragon, de Alan Grant.

Em 01 de novembro de 2002, a Aspect lançou Smallville: Dragon de Alan Grant, uma história sobre um ex-presidiário que assume as capacidades e a aparência de um dragão após ser exposto a kryptonita em uma caverna. A mutação faz com que ele tente matar todos aqueles que testemunharam contra ele. O romance apresenta Clark ser hipnotizado a acreditar que ele é um adolescente normal, humano, sem habilidades.  Um mês após a romance de Grant, Bennett e Gottesfeld retornaram pela segunda vez para escrever Flight a ser publicado pela Little, Brown Young Readers, uma história sobre uma menina, Tia, a quem Clark descobre que possui asas. Clark e seus amigos acreditam que Tia está sendo abusada por seu pai, para que ensine ela a superar seu medo de voar para que ela possa ir encontrar sua mãe.  Flight, assim como See No Evil, também foi um episódio planejado em um certo ponto, mas como a tripulação não tinham certeza se poderiam obter um bom efeito de voo, eles decidiram ir contra o uso da história.  Nancy Holder assumiu escrever os deveres para o terceiro romance da série Aspect. Lançado em 01 de janeiro de 2003, Hauntings apresenta Clark e seus amigos investigando a presença fantasmagórica de uma das casas mal-assombradas de Smallville.  Little, Brown Young Readers lançou em seguida Animal Rage, escrito por David Weiss e Bobby. A história centra-se em um ativista dos direitos dos animais, Heather Fox, que pode se transformar em qualquer animal que ela toque. Heather usa essa capacidade para prejudicar as pessoas que machucam os animais, até que Clark descobre a verdade e acaba parando.  Aspect trouxe Dean Wesley Smith para o seu próximo romance. Whodunit envolve Clark, Chloe, Lana e Pete investigando o assassinato de um menino e sua irmã, enquanto Lex luta se ele vai pagar um pedido de resgate por seu pai sequestrado, ou simplesmente tentar resgatar Lionel a si mesmo. 
Little, Brown Young Readers publicou os dois próximos livros em abril e junho de 2003. O primeiro, intitulado de "Speed", foi escrito por Cherie Bennett e Jeff Gottesfeld. O segundo, intitulado "Buried Secrets", foi escrito por Colon Suzan. Speed envolve um rapaz usando uma ampulheta que seu pai lhe deu em seu aniversário para parar o tempo e cometer vários crimes de ódio sem ser pego. Clark pede para ele parar antes que ele possa causar qualquer dano em um festival local multicultural.  Buried Secrets segue Clark e Lex como ambos se apaixonam por uma professora substituta de espanhol. No romance, a amizade de Clark e Lex é colocada em risco quando os dois competem pelo amor da professora. 
Em 09 de setembro de 2004, publicado pela Aspect Shadows, escrito por Diana G. Gallagher. Shadows é sobre uma menina e seu pai que se mudam para Smallville. O pai cria um monstro que começa a matar pessoas. Jonathan Kent assume que as mortes estão relacionadas a LuthorCorp, que provoca tensão entre ele e seu filho. Clark verifica a verdade para provar a inocência de Lex, e parar as criaturas antes que eles possam matar novamente.  Colon retornou para escrever Runaway, uma história sobre Clark fugindo da cidade e vivendo com outros adolescentes sem lar. Clark se apaixona por uma das meninas antes de finalmente voltar para casa  Smallville: Silence foi escrito por Nancy Holder, e apresenta os personagens investigando o aparecimento de zumbis na cidade  Little, Brown Young Readers lançou seu oitavo livro; escrito por Bennett e Gottesfeld, intitulado de Greed. Neste romance, Clark e seus amigos ganham empregos como conselheiros de verão para jovens desfavorecidos. Um dos meninos cai Lago Crater e é imbuído com a capacidade de prever o futuro. Lionel descobre isso e tenta explorá-lo. Pete tenta abusar das habilidades de Clark, enganando-o para jogar em um jogo de basquete e depois apostar no resultado. 
Alan Grant retornou para escrever seu segundo romance, Curse, sobre um coveiro que desencadeia uma maldição de 150 anos de idade, em Smallville, com Clark tentando fazer tudo voltar para a forma que era antes.  Em 1 de fevereiro de 2004, Little, Brown Young Readers lançou um novo livro de Suzan Colon, intitulado de Temptation. No romance, Clark usa kryptonita vermelha para tentar impressionar Lana e Chloe depois que se apaixonaram por um novo estudante de intercâmbio francês do exterior.  Aspect lançou seu último romance em 01 de março de 2004. Escrito por Devin K. Grayson, City segue Clark e Lex como fazendo uma viagem para Metrópolis. Enquanto na cidade, o dois ficam presos entre a máfia japonesa e um agente secreto que acredita ter encontrado um extraterrestre.  No último romance da Little, Brown Young Readers, "Sparks", escrito por Cherie Bennett, Chloe é atingida por faíscas de kryptonita por um fogo de artifício. As faíscas faz Chloe tornar o desejo de cada homem, mas quando elas se apagam, um deles decide que ele realmente quer Chloe e sequestra ela. Clark chega para resgatá-la no final. 

### Histórias em quadrinhos

Capa da primeira revista.

O primeiro empreendimento de Smallville em quadrinhos foi com Elemental, uma história one-shot publicada no TV Guide durante a primeira temporada da série. Ela foi escrita pelos próprios criadores do seriado, Alfred Gough e Miles Millar. Na continuidade da série, a história se passa algum momento durante a primeira temporada. Nesta história, Clark tem que defender a todos de uma metahumano com poderes elementais. 
Antes da estreia da segunda temporada, a editora DC Comics publicou uma revista em quadrinhos baseada na série de televisão. Intitulada de Smallville: The Comic, a revista foi dividida em duas histórias. A primeira, escrita por Mark Verheiden e Martinez Roy, é intitulada de "Raptor", e apresenta um garoto abusado, que é transformado em um Raptor, graças a kryptonita, e decide se vingar da família Luthor. Michael Green e John Paul Leon escreveu a segunda história, "Exílio eo Reino", que revela porque Lex escolheu ficar em Smallville depois que seu pai lhe ofereceu uma posição em Metrópolis, no final da primeira temporada.  Por fim, a DC Comics começou a publicar uma revista em quadrinhos bi-mensal que apresenta várias histórias envolvendo os personagens de Smallville. O escritor e coordenador Clint Carpenter disse que a linha de quadrinhos se expande para a série, ao invés de uma versão cânone dos personagens. Carpenter disse que a linha de quadrinhos se expande sobre os acontecimentos que ocorreram no show, como mostrar o que acontece depois do estação-ending cliffhangers. Carpenter mencionou que os quadrinhos são como o fornecimento de "profundidade adicional" para os personagens que receberam um prazo de tela limitado na série, ou cujas histórias precisam de uma explicação adicional. 
Carpenter não foi a primeira pessoa que pediu para supervisionar os quadrinhos. Mark Verheiden, que também co-escreveu a revista autônoma, estava originalmente responsável pela série bimestral. O compromisso de Verheiden na série de televisão o que impediu de trabalhar nas histórias em quadrinhos, então ele perguntou Carpenter se ele iria assumir a responsabilidade. Embora a revista era para expandir os eventos da série, ocasionalmente houve erros de continuidade realizados por conta das diferenças nos planos de produção entre a revista e a série. Uma dessas situações ocorreu quando o gibi mostrou Clark roubando um caixa eletrônico, enquanto o primeiro episódio da terceira temporada estréia também mostrou ele roubando caixas eletrônicos múltiplos. A revista não só estava conectada a série de televisão, mas também com os web-episódios de Chloe Chronicles  e os várias páginas relacionadas a Smallville na web. Além disso, as histórias em quadrinhos apresenta entrevistas com o elenco e a equipe, bem como informações sobre a produção dos episódios. 
Com o fim da série de sucesso Smallville, foi anunciado que a série continuaria em sua 11ª temporada em quadrinhos digitais pela DC Comics. Os quadrinhos são escritos por Bryan Q. Miller. Encontra-se em publicação periódica no "comiXology.com".

### Chloe Chronicles
A personagem de Allison Mack, a Chloe Sullivan, já atuou em dois tie-in promocionais da série, Chloe Chronicles e Vengeance Chronicles. Teve dois volumes de Chloe Chronicles, totalizando onze mini-episódios. O primeiro volume apresenta Chloe investigando eventos que levou a morte de Earl Jenkins, que havia feito Chloe e seus amigos de reféns na fábrica da LuthorCorp no episódio "Jitters" da primeira temporada. Ele foi ao ar entre 29 de abril e 20 de maio de 2003, e era exclusivo para assinantes da AOL. Após o primeiro volume receber respostas positivas dos espectadores, o segundo volume foi criado como uma continuação, mas com Sam Jones III aparecendo como Pete Ross. Este volume utilizou os livros e quadrinhos de Smallville como um tie-in secundário para a série. Os espectadores puderam assistir Smallville, seguido de Chloe Chronicles, e terminando com a história em quadrinhos de Smallville, o que proporcionaria uma "história de fundo melhorável para os segmentos de linha".  A série ganhou mais tarde, Vengeance Chronicles, um spin-off da quinta temporada para o episódio "Vengeance". Nesta série, Chloe une forças com um vigilante fantasiado, a quem ela nomeia de o "Anjo da Vingança", para expor o Nível Lex Luthor 33,1 que faz experiências com pessoas infectadas pelo meteoro. 

### Spin-offs
Os criadores de Smallville, Al Gough e Miles Millar, desenvolveu um piloto do Aquaman para a The WB, com Justin Hartley como Aquaman / Arthur Curry.  Como o trabalho progrediu na quinta temporada de Smallville no episódio "Aqua", o personagem foi reconhecido como tendo potencial para ter o sua própria série,  embora o episódio nunca foi concebido para ser um piloto secreto para uma série spin-off do Aquaman.  Alan Ritchson não foi considerado para o papel na nova série, porque Gough e Millar não consideraram como um spin-off de Smallville. Gough disse em novembro de 2005, "[A série] vai ser uma versão diferente da lenda do" Aquaman ". Gough expressou a ideia de um crossover com Smallville em algum momento.  O piloto foi considerado a ter uma boa chance de ser pego, mas quando a The WB e UPN fundiram a The CW, a nova rede não transmitiu a série. 
Durante a sexta temporada, falou-se de uma cisão do Arqueiro Verde em sua própria série. Hartley se recusou a falar sobre a possibilidade de um spin-off por seu respeito pelo seu papel em Smallville. O ator sentiu que era seu dever respeitar o que a série tinha realizado em cinco temporadas, e não "roubar a cena" por pensar que ele era melhor do que ele apenas era, porque não havia "falado" de um spin-off após ter apenas duas aparições na série. De acordo com Hartley, "falando" foi tão longe com a ideia do spin-off que recebeu.  Após o fim de Smallville, a CW estreou uma série sobre o personagem "Arqueiro Verde" em 2012. A série se chama Arrow e não tem conexões com Smallville, tendo Stephen Amell como o protagonista Oliver Queen.

### Arrowverse
Em setembro de 2019, depois de muitas especulações, Tom Welling foi confirmado para retornar como Clark Kent / Superman para o crossover "Crise nas Infinitas Terras", juntando o universo de "smallville" ao multiverso do Arrowverse. De acordo com a CW, o especial mostrará o que aconteceu com Clark e Lois dez anos após a conclusão do seriado. O produtor executivo, Marc Guggenheim, comentou sobre o retorno dizendo: “Não haveria Arrow, ou Arrowverse, sem a série. Quando começamos a falar de Crise nas Infinitas Terras, nossa prioridade absoluta foi garantir que Tom reprisará seu icônico papel de Clark Kent.”
Um dia depois da confirmação do retorno de Welling, a atriz Erica Durance também teve seu retorno confirmado como Lois Lane.
Michael Rosenbaum também recebeu o convite para retornar como Lex Luthor, porém recusou devido a um parente em casa de repouso, cachê de valor pequeno, reclamações sobre como seria sua participação e a inexistência de um roteiro.
"Representantes da Warner Bros. ligaram para meu empresário na última sexta-feira [20] à tarde. Eu estava na Flórida, em uma casa de repouso, visitando meu avô. A proposta deles: sem roteiro, sem ideia do que eu iria fazer, sem data de gravação. Pouco dinheiro. E o que realmente azedou a negociação: 'Nós temos de saber [seu posicionamento] agora'. Minha resposta foi um simples 'eu passo'.". – Michael Rosenbaum
Rosembaum pediu a compreensão dos fãs. Alguns não gostaram das tratativas da Warner com o ator e atacaram a empresa.
Tom Welling e Erica Durance fizeram uma participação no episódio "Crise nas Infinitas Terras: Parte 2" pela série de Batwoman. O episódio foi ao ar no dia 09 de dezembro de 2019. Na cena, descobrimos que "Smallville" fica na Terra-167 e, quando Lex Luthor da Terra-38 (Jon Cryer) tenta matar o Superman, Clark revela que não tem mais seus poderes, pois desistiu deles quando escolheu viver uma vida normal ao lado de Lois e suas duas filhas. A cena é rápida e dá um final feliz para a versão de seu personagem.

## Lançamento em DVD

Capa da coleção completa de Smallville.

As dez temporadas foram lançadas em DVD nas Regiões 1, 2 e 4. A quinta e sexta temporada também foram lançadas no formato HD DVD em 28 de novembro de 2006,  e 18 de setembro de 2007,  respectivamente. A sexta, sétima, oitava, nona e décima foram lançadas no formato Blu-Ray. Os lançamentos em DVD incluem cenas deletadas, por trás das câmeras e comentários do elenco e membros da tripulação a episódios selecionados. Os promoçionais tie-ins, Chloe Chronicles e Vengeance Chronicles, acompanharam o menu das segunda, terceira e quinta temporada. Outras características especiais incluem funcionalidades interactivas, tais como um passeio em Smallville, uma história em quadrinhos, e material de DVD-ROM.
| Temporadas completas | Datas de lançamento    | Datas de lançamento    | Datas de lançamento    |
| Temporadas completas | Região 1               | Região 2               | Região 4               |
| -------------------- | ---------------------- | ---------------------- | ---------------------- |
| 1ª                   | 23 de setembro de 2003 | 13 de outubro de 2003  | 3 de dezembro de 2003  |
| 2ª                   | 18 de maio de 2004     | 17 de setembro de 2004 | 1 de janeiro de 2005   |
| 3ª                   | 16 de novembro de 2004 | 18 de abril de 2005    | 13 de julho de 2005    |
| 4ª                   | 13 de setembro de 2005 | 10 de outubro de 2005  | 11 de novembro de 2006 |
| 5ª                   | 12 de setembro de 2006 | 28 de agosto de 2006   | 4 de abril de 2007     |
| 6ª                   | 18 de setembro de 2007 | 22 de outubro de 2007  | 5 de março de 2008     |
| 7ª                   | 9 de setembro de 2008  | 13 de outubro de 2008  | 3 de março de 2009     |
| 8ª                   | 25 de agosto de 2009   | 12 de outubro de 2009  | 31 de março de 2010    |
| 9ª                   | 7 de setembro de 2010  | 25 de outubro de 2010  | 03 de janeiro de 2011  |
| 10ª                  | 19 de novembro de 2011 | 17 de outubro de 2011  | 04 de abril de 2012    |
| A série completa     | Outono de 2011         | 17 de outubro 2011     | 01 de agosto de 2012   |

| Temporada | Temporada | Episódios | Discos | Lançamento de Smallville em Blu-Ray | Lançamento de Smallville em Blu-Ray | Lançamento de Smallville em Blu-Ray | Lançamento de Smallville em Blu-Ray |
| Temporada | Temporada | Episódios | Discos | Região A                            | Região A                            | Região B                            | Região B                            |
| Temporada | Temporada | Episódios | Discos | Estados Unidos                      | Canada                              | Reino Unido                         | Australia                           |
| --------- | --------- | --------- | ------ | ----------------------------------- | ----------------------------------- | ----------------------------------- | ----------------------------------- |
|           | 6ª        | 22        | 4      | 18 de setembro de 2007              | 9 de outubro de 2007                | 13 de outubro de 2008               | 3 de março de 2009                  |
|           | 7ª        | 20        | 3      | 9 de setembro de 2008               | 9 de setembro de 2008               | 13 de outubro de 2008               | 3 de março de 2009                  |
|           | 8ª        | 22        | 4      | 25 de agosto de 2009                | 25 de agosto de 2009                | 12 de outubro de 2009               | March 31, 2010                      |
|           | 9ª        | 21        | 4      | 7 de setembro de 2010               | 7 de setembro de 2010               | 25 de outubro de 2010               | 22 de junho de 2011                 |
|           | 10ª       | 22        | 4      | 29 de novembro de 2011              | 29 de novembro de 2011              | 17 de outubro de 2011               | 04 de abril de 2012                 |